# Torsten Krause
Torsten Krause (* 18. September 1981 in Köthen, Bezirk Halle, DDR) ist ein deutscher Kinderrechtsexperte und Politiker (Die Linke). Er war von 2004 bis 2014 Mitglied des Landtags Brandenburg.

## Leben und Beruf
Torsten Krause besuchte das Potsdamer Espengrund-Gymnasium, an dem er 2001 das Abitur ablegte. Anschließend absolvierte er einen Grundwehrdienst in Brandenburg an der Havel. Von 2002 bis 2008 war Krause als Student der Politikwissenschaft an der Universität Potsdam eingeschrieben. Das Studium beendete er mit dem Abschluss des Diplom-Politologen. Von 2010 bis 2012 studierte Torsten Krause an der Freien Universität Berlin im Studiengang European Master for Children´s Rights and Childhood Studies.
Ehrenamtlich engagiert sich Krause im Verein Berlin-Brandenburgische Landjugend e. V. Dort war er von 1999 bis 2007 Mitglied des Landesvorstandes und von 2001 bis 2005 Landesvorsitzender. Daneben ist Krause Mitglied im pädagogischen Beirat des Schloß Trebnitz – Bildungs- und Begegnungszentrum e. V., im Fürstenberger Förderverein Ravensbrück e. V. – gedenken – begegnen – helfen und in der Potsdamer Organisation von UNICEF Deutschland.
Nach seinem Ausscheiden aus dem Landtag 2014 war Krause Leiter des Büros der Ministerin für Arbeit, Soziales, Gesundheit, Frauen und Familie des Landes Brandenburg Diana Golze.
Torsten Krause ist verheiratet und lebt in Potsdam.

## Partei
Krause war von Juni 2001 bis Mai 2002 Mitglied der FDP in Potsdam. Gemeinsam mit anderen Jugendlichen und Studenten war er damals in die Partei eingetreten, um deren Ausrichtung zu ändern. Im Juli 2005 trat er der Linkspartei.PDS bei, für die er von 2004 bis 2014 im Landtag saß. Von Januar 2010 bis Januar 2012 war er Vorsitzender seiner Partei im Landkreis Uckermark.

## Abgeordneter
Torsten Krause wurde 2004 für die damalige PDS im Wahlkreis 10 (Uckermark III/Oberhavel IV) als parteiloser und jüngster Kandidat direkt mit 34,7 % der Erststimmen in den Brandenburger Landtag gewählt. Bei der Landtagswahl 2009 gewann Krause erneut das Direktmandat. In seinem Wahlkreis liegen unter anderem Gransee, Templin, Lychen, Schloss Boitzenburg, Fürstenberg/Havel mit der Mahn- und Gedenkstätte Ravensbrück und Zehdenick.
Im Oktober 2008 wurde Torsten Krause ebenfalls in die Stadtverordnetenversammlung von Lychen und in den Kreistag der Uckermark gewählt. Das Stadtverordnetenmandat gab Torsten Krause im Dezember 2011 zurück. Im Kreistag Uckermark leitete er bis Oktober 2012 als Vorsitzender den Ausschuss für Kultur, Bildung und Sport. Von der Kreistagsfraktion wurde er zusätzlich in den Verwaltungsrat der Sparkasse Uckermark entsandt.
In der Landtagsfraktion war Krause von 2005 bis 2009 Mitglied des Vorstandes der Linksfraktion. Seit seiner Wahl im Jahr 2004 vertrat er seine Fraktion als Sprecher für Kinder- und Jugendpolitik. Er war von 2004 bis 2014 Mitglied des Ausschusses für Bildung, Jugend und Sport (ABJS), den er seit 2010 auch als Vorsitzender leitete. Weiterhin war Krause seit 2004 Mitglied des Landesjugendhilfeausschusses (LJHA). Daneben arbeitete er ebenso als ordentliches Mitglied in den Ausschüssen für Haushaltskontrolle (2004–2014) und für Haushalt und Finanzen (2009–2014).
Thematisch hat sich Krause in den vergangenen Jahren für die Finanzierung der Jugendarbeit und ein Wahlrecht ab 16 Jahren eingesetzt. Als Vorsitzender des Ausschusses für Bildung, Jugend und Sport führte er eine notwendige Empfehlung an das Parlament frühzeitig herbei, die als Grundlage für die Einführung das Wahlrechtes ab 16 auf kommunaler und Landesebene gilt. Eingesetzt hat sich Torsten Krause auch für die Schließung der Haasenburg-Heime im Land Brandenburg. Nach der Landtagswahl in Brandenburg 2014 schied er aus dem Landtag aus.
Ende April 2015 wurde bekannt, dass die Staatsanwaltschaft Potsdam gegen Torsten Krause Betrugsermittlungen eingeleitet hat. Er wurde verdächtig, durch Angabe eines falschen Wohnsitzes (Lychen) während seiner Zeit als Abgeordneter überhöhte Fahrtkosten von insgesamt 70.000 € abgerechnet zu haben, obwohl er sich vorwiegend in Potsdam aufgehalten hat. Im Februar 2018 beantragte die Staatsanwaltschaft Potsdam beim Amtsgericht einen Strafbefehl mit Androhung einer Haftstrafe von 10 Monaten auf Bewährung gegen ihn. Diesem Antrag wurde stattgegeben, Krause will Einspruch einlegen. Er erklärte, er wollte sich zu keinem Zeitpunkt einen ungerechtfertigten finanziellen Vorteil verschaffen und hoffe, das Gericht von seiner Unschuld überzeugen zu können. Gleichzeitig erklärte Krause, sein Arbeitsverhältnis als Büroleiter von Ministerin Golze werde beendet. Die Hauptverhandlung fand im Herbst 2019 statt. Das Amtsgericht Potsdam sprach Krause am 8. November 2019 von allen Vorwürfen frei. Am 28. Januar 2021 wurde er auch im Berufungsverfahren vor dem Potsdamer Landgericht freigesprochen.

## Veröffentlichung
2013 wurde Krauses Untersuchung „Schulische Kinderrechtsbildung in Deutschland“ zur Umsetzung der Staatenverpflichtung laut Kinderrechtskonvention veröffentlicht.
- Torsten Krause: Schulische Kinderrechtsbildung in Deutschland (= Europäische Hochschulschriften. Reihe 11: Pädagogik. Band 1031). Peter Lang, Frankfurt am Main/Berlin/Bern/Bruxelles/New York/Oxford/Wien 2013, ISBN 978-3-631-64366-2.

## Rezeption
In dem 2010 veröffentlichten Roman „Deutschboden“ von Moritz von Uslar findet Torsten Krause Erwähnung. Der Autor dokumentiert in Krauses Wahlkreis das Leben junger Menschen und schreibt in diesem Zusammenhang über Krause und sein Wahlkreisengagement: „Am Tag darauf parkte an selber Stelle das rote Bürgermobil von Torsten Krause, Mitglied des Landtags für die Linke in Templin. Krause war so ein dufter Studententyp mit Britpop-Wuschelkopf-Frisur und dem unverbrauchten, frechen Gesicht, das in der Politik so dringend gebraucht wurde, geschätzte 28 Jahre alt. [...]“ (S. 230f.)